# 南斯拉夫共和国和自治省院
共和国和自治省院，是1974年在南斯拉夫社会主义联邦共和国联邦议会下设的两院之一，由各共和国议会和自治省议会选出的八个代表团共八十八名代表组成，其中每个共和国十二人，每个自治省八人，类似西方国家的众议院或者下议院，主要处理南斯拉夫社会主义联邦共和国的国内外重大政治问题。

## 组成
由各共和国议会和自治省议会选出的代表团组成。代表团成员一律由共和国或自治省议会各院联席会议选举产生。

## 人员
- 主席：1名
- 副主席：1名
- 代表：88名

## 职责
- 确定对内对外政策的基本原则；
- 制定职权范围内的联邦法律并进行解释；
- 征得共和国和自治省议会同意后修改联邦宪法；
- 批准联邦预算和决算；
- 决定国界的变更；
- 决定战争与和平问题；
- 批准关于政治合作和军事合作的国际条约；
- 实行大赦；
- 确定联邦机关的组织原则和权限；
- 审议联邦机关的工作报告等。